# Repercussion
Repercussion ist ein Jazzalbum von Mike DiRubbo. Die am 24. Juni 2008 in den Kampo Studios, New York, in Quartettbesetzung entstandenen Aufnahmen erschienen am 24. Juni 2009 auf Posi-Tone Records.

## Hintergrund
Mike DiRubbo, der Mitte der 1990er-Jahre in der amerikanischen Jazzszene aufgetaucht war (obwohl sein erstes Album erst 1999 veröffentlicht wurde), änderte für das Album Repercussion seinen Ansatz. Er veränderte die Besetzung seines Quartetts und ließ das Klavier zugunsten des Vibraphons – gespielt von Steve Nelson – weg. Weitere Mitspieler waren der Bassist Dwayne Burno und der am 16. November 2008 verstorbene Schlagzeuger Tony Reedus. Sieben der neun Stücke sind Eigenkompositionen des Saxophonisten; das Titelstück „Repercussion“ basiert auf einem Blues-Riff. Daneben spielte das Quartett den Jazzstandard „Too Late Now“ (von Burton Lane und Alan J. Lerner) und Dave Brubecks Komposition „The Duke“.

## Titelliste

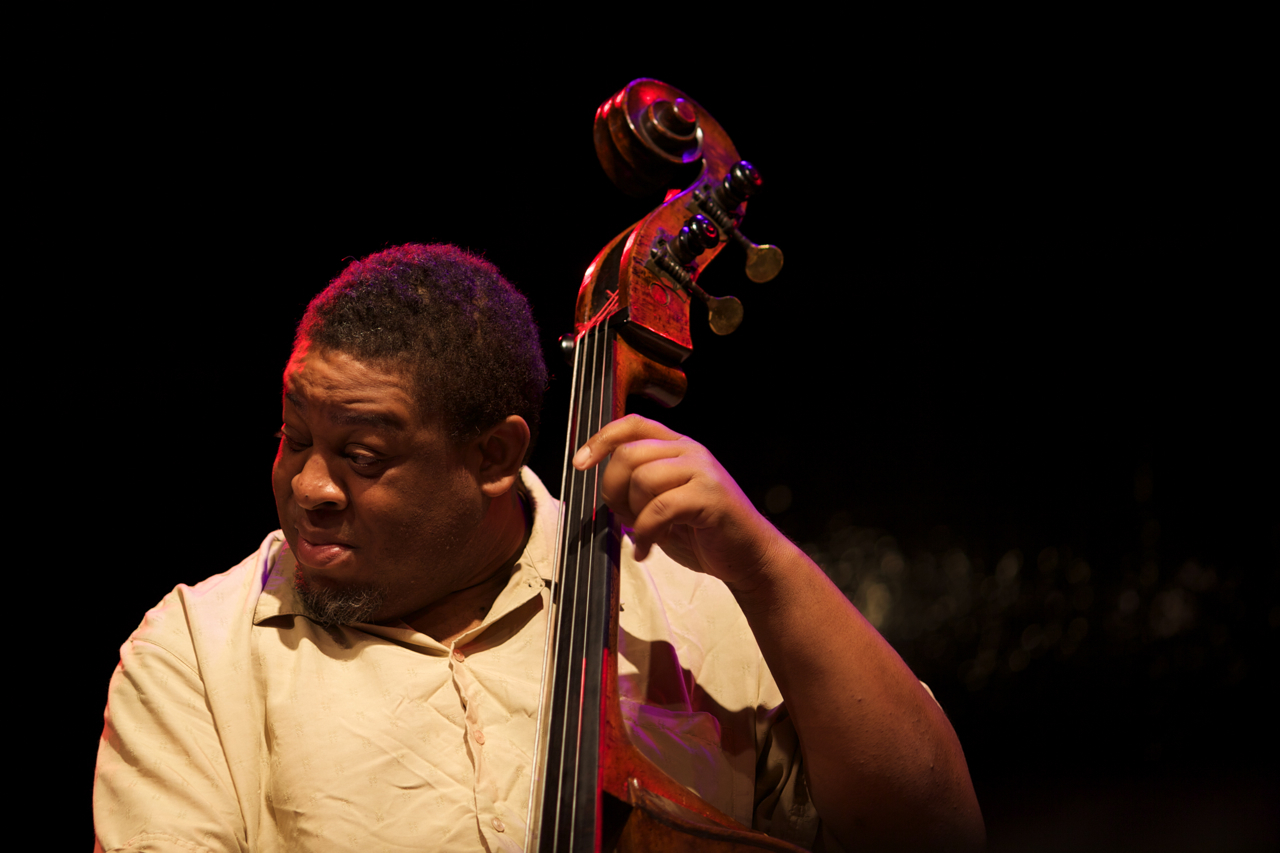
Dwayne Burno beim 14. International Jazz Festival of Punta del Este 2010

- Mike DiRubbo: Repercussion (Posi-Tone PR8051)[2]

1. Repercussion 6:41
2. The Duke (Dave Brubeck) 5:46
3. Lunar 5:21
4. Highbridge Lullaby 3:38
5. Nightfall 7:11
6. Deja Vu 6:31
7. Too Late Now (Burton Lane) 4:52
8. Nelsonian 7:25
9. Pisces Rising 7:42

Sofern nicht anders vermerkt, stammen die Kompositionen von Mike DiRubbo.

## Rezeption
Ken Dryden verlieh dem Album in Allmusic vier Sterne und schrieb, DiRubbos Altsaxophon glänze in der lebhaften Kulisse von Dave Brubecks „The Duke“, während der einzige Standard eine von Herzen kommende Interpretation von „Too Late Now“ sei. Mike DiRubbo zeige mit dieser aufregenden Leistung viel Potenzial.
Nach Ansicht von David A. Orthmann, der das Album in All About Jazz rezensierte, beruhe der Unterschied zwischen Repercussion, bislang DiRubbos am vollständigsten realisiertem Werk, und seinen Vorgänger-Produktionen auf einer Änderung der Instrumentierung. Die von Steve Nelson geschaffene Stimmung und sein Comping-Stil sei im Vergleich zu dem von David Hazeltine oder Harold Mabern minimal. Die feste, aber nicht besonders aufdringliche Unterstützung durch den Bassisten Dwayne Burno und den Schlagzeuger Tony Reedus lasse DiRubbo zusätzlichen Handlungsspielraum. Ähnlich wie Jackie McLean (ein ehemaliger Lehrer DiRubbos und prägender Einfluss) sei seine Visitenkarte ein herber, kraftvoller Ton, der jede Äußerung wesentlich erscheinen lasse. DiRubbos Hauptanliegen als Solist sei es, exquisite improvisierte Melodien und nervöse, anlaufende Phrasen nebeneinander zu stellen. Schnelle Änderungen der Geschwindigkeit und Dynamik werden nicht erfunden oder für dramatische Effekte ausgeführt. DiRubbo lehne sich oft an eine Phrase an, ziehe sie heraus und husche dann schnell weg, ohne die Kontinuität zu verlieren. Er verbreite Ideen mit Bedacht über ein ganzes Solo. Die Beziehung des Saxophonisten zur Rhythmusgruppe sei einer der befriedigendsten Aspekte der Platte. Repercussion bedeute den Durchbruch von DiRubbo, so der Autor resümierend, welche das Engagement seiner früheren Arbeiten mit der Weisheit seiner langen Tätigkeit in den Orchestergräben verbinde. Die Platte sei ein Beweis dafür, dass er sich zu einem anspruchsvollen Solisten entwickelt habe, der etwas Bedeutendes zu sagen habe.